# Európai parlamenti választások Magyarországon
Európai parlamenti választásokon az Európai Unió valamennyi tagállamában, köztük Magyarországon is az állampolgárok közvetlenül választják meg az Európai Parlament (EP) képviselőit. A választásokra 5 évente, minden tagállamban közel egyidőben kerül sor, Magyarország területe pedig egy választókerületként funkcionál – a jelen szabályok szerint – 21 képviselőt választanak. A szavazók zárt listákra tudnak szavazni, amelyet rendszerint magyar politikai pártok indítanak, bár a választáson európai pártok is kampányolhatnak.
Az első magyarországi EP-választás az uniós csatlakozás után 2004. június 13-án zajlott 24 mandátumért (a nizzai szerződésnek megfelelően).

## Választójog

### Aktív választójog
Minden magyar állampolgár, aki az országgyűlési választásokon is aktív választójoggal rendelkezik (18 éves) és rendelkezik magyar lakcímmel, szavazásra jogosult az Európai Parlamenti választásokon, a választói névjegyzékbe vétel ebben az esetben automatikus.
Szavazhat továbbá más EU-tagállam Magyarország területén bejelentett lakóhellyel rendelkező állampolgára, amennyiben előzetesen jelzi ezt a szándékát, felveszik a választói névjegyzékbe. Ő ekkor ugyanúgy a magyar pártokra szavazhat. Magyar állampolgárok hasonló módon vehetnek részt más országok EP-választásán, vagyis ekkor a másik EU-ország pártjaira szavazhatnak.

### Passzív választójog
Aki aktív választójoggal rendelkezik, azaz szavazhat, passzív választójoggal is rendelkezik, azaz a jelöltté válthat. Ez azt jelenti, hogy Magyarországon a korhatár mindkét esetben 18 év.

## A választás menete

### Választási rendszer
A választás pártlistás arányos rendszerben történik (egy fordulóban), amelyre 5 évente kerül sor és csak pártok/pártszövetségek indulhatnak rajta, azaz független jelöltek nem. A választási küszöb 5%. Az egész ország egyetlen többmandátumos választókerületet alkot. A választási rendszer zárt listás és az arányos mandátumelosztásra D'Hondt módszert alkalmazzák.

#### Listaállítás
Listát az a párt állíthat, amelyik 20 000 érvényes ajánlószelvényt összegyűjt. Az Európai Unió jogi aktusában meghatározott számú – a jelen szabályok szerint 21 – mandátumot osztanak ki a legalább 5%-ot elért pártlisták között a leadott szavazatok arányában.

#### Szavazólap
A szavazólapon érvényesen egy párt/szövetség listájára lehet szavazni. Magyarországon a választás zárt listás, ami az jelenti, hogy a szavazók a listán belül jelöltekre nem szavazhatnak, sorrendjüket kizárólag a pártok határozzák meg a választás előtt.

#### Mandátumelosztás
A szavazatok összeszámlálása után a mandátumokat a D'Hondt módszerrel, arányosan osztják ki a listák között.

## Választási eredmények
Az Európai Parlamentbe került képviselők képviselőcsoportokba (frakciókba) tömörülnek, vagy függetlenek maradnak. Képviselőcsoport alapításának feltétele legalább 25 tag legalább 7 különböző országból.
A Magyarországon tartott eddigi EP választások eredményei képviselőcsoportok szerint a következők voltak:
| Európai parlamenti képviselőcsoport (ciklus elején) | Európai parlamenti képviselőcsoport (ciklus elején)                                                                    | Párt/szövetség                            | Mandátumok | Mandátumok | Mandátumok | Mandátumok |      | Európai pártcsalád | Európai pártcsalád                                                                                   |
| Rövidítése                                          | Neve | Párt/szövetség                            | 2004       | 2009       | 2014       | 2019       | 2024 | Rövidítése         | Neve                                                                                                 |
| --------------------------------------------------- | --- | ----------------------------------------- | ---------- | ---------- | ---------- | ---------- | ---- | ------------------ | --- |
| EPP                                                 | Európai Néppárt (Kereszténydemokraták) korábban: Európai Néppárt-Európai Demokraták (EPP-ED) Fidesz tagsága: 2004-2021 | Magyar Demokrata Fórum (MDF)              | 1          | -          | -          | -          | -    |                    | |
| EPP                                                 | Európai Néppárt (Kereszténydemokraták) korábban: Európai Néppárt-Európai Demokraták (EPP-ED) Fidesz tagsága: 2004-2021 | Fidesz – Magyar Polgári Szövetség         | 12         | -          | -          | -          | -    | EPP                | Európai Néppárt korábban: Európai Néppárt (EPP) és Európai Demokraták (ED) Fidesz tagsága: 2000-2021 |
| EPP                                                 | Európai Néppárt (Kereszténydemokraták) korábban: Európai Néppárt-Európai Demokraták (EPP-ED) Fidesz tagsága: 2004-2021 | Fidesz–KDNP                               | -          | 14         | 12         | 13         | -    | EPP                | Európai Néppárt korábban: Európai Néppárt (EPP) és Európai Demokraták (ED) Fidesz tagsága: 2000-2021 |
| EPP                                                 | Európai Néppárt (Kereszténydemokraták) korábban: Európai Néppárt-Európai Demokraták (EPP-ED) Fidesz tagsága: 2004-2021 | Tisza Párt                                | -          | -          | -          | -          | 7    | EPP                | Európai Néppárt korábban: Európai Néppárt (EPP) és Európai Demokraták (ED) Fidesz tagsága: 2000-2021 |
| EPP                                                 | Európai Néppárt (Kereszténydemokraták) korábban: Európai Néppárt-Európai Demokraták (EPP-ED) Fidesz tagsága: 2004-2021 | összesen                                  | 13         | 14         | 12         | 13         | 7    | EPP                | Európai Néppárt korábban: Európai Néppárt (EPP) és Európai Demokraták (ED) Fidesz tagsága: 2000-2021 |
| S&D                                                 | Szocialisták és Demokraták Progresszív Szövetsége korábban: Európai Szocialisták pártja csoport (PES)                  | Magyar Szocialista Párt (MSZP)            | 9          | 4          | 2          | 1          | -    | PES                | Európai Szocialisták Pártja                                                                          |
| S&D                                                 | Szocialisták és Demokraták Progresszív Szövetsége korábban: Európai Szocialisták pártja csoport (PES)                  | Demokratikus Koalíció (DK)                | -          | -          | 2          | 4          | 2    |                    | |
| S&D                                                 | Szocialisták és Demokraták Progresszív Szövetsége korábban: Európai Szocialisták pártja csoport (PES)                  | összesen                                  | 9          | 4          | 4          | 5          | 2    |                    | |
| Greens-EFA                                          | Zöldek/Európai Szabad Szövetség                                                                                        | LMP                                       | -          | 0          | 1          | 0          | -    | EGP                | Európai Zöld Párt                                                                                    |
| Greens-EFA                                          | Zöldek/Európai Szabad Szövetség                                                                                        | Együtt–PM                                 | -          | -          | 1          | -          | -    |                    | |
| Greens-EFA                                          | Zöldek/Európai Szabad Szövetség                                                                                        | összesen                                  | -          | 0          | 2          | 0          | 0    |                    | |
| ECR                                                 | Európai Konzervatívok és Reformisták                                                                                   | Magyar Demokrata Fórum (MDF)              | -          | 1          | -          | -          | -    |                    | |
| Renew                                               | Renew Europe korábban: Liberálisok és Demokraták Szövetsége Európáért (ALDE)                                           | Szabad Demokraták Szövetsége (SZDSZ)      | 2          | 0          | -          | -          |      |                    | |
| Renew                                               | Renew Europe korábban: Liberálisok és Demokraták Szövetsége Európáért (ALDE)                                           | Momentum Mozgalom                         | -          | -          | -          | 2          | -    | ALDE               | Liberálisok és Demokraták Szövetsége Európáért Párt                                                  |
| Renew                                               | Renew Europe korábban: Liberálisok és Demokraták Szövetsége Európáért (ALDE)                                           | összesen                                  | 2          | 0          | -          | 2          | -    |                    | |
| NI                                                  | Függetlenek (Non-inscrits)                                                                                             | Jobbik Magyarországért Mozgalom           | -          | 3          | 3          | 1          | -    | AENM               | Európai Nemzeti Mozgalmak Szövetsége Jobbik tagsága: 2009–2016                                       |
| Magyarországon kiosztott mandátumok száma           | Magyarországon kiosztott mandátumok száma                                                                              | Magyarországon kiosztott mandátumok száma | 24         | 22         | 21         | 21         | 21   |                    | |